# Aldo Haesler
 (janvier 2017).
Si vous disposez d'ouvrages ou d'articles de référence ou si vous connaissez des sites web de qualité traitant du thème abordé ici, merci de compléter l'article en donnant les références utiles à sa vérifiabilité et en les liant à la section « Notes et références ».
Aldo Haesler, né le 4 mars 1954 à Bürglen (Suisse) et mort le 14 mars 2025 à Caen (France), est un sociologue et un philosophe de l'économie français d'origine suisse, qui fut professeur à l'université de Caen-Normandie. 

## Biographie
Études d'économie, de sociologie et de philosophie à la Hochschule St. Gallen et à l'université de Strasbourg.  Dr. oec. HSG (1983), assistant, chargé de cours, Dozent à St. Gallen (économie, sociologie) (1983-1990), Privatdocent en théorie sociale allemande (Lausanne) (1991-2000), Professeur associé en anthropologie sociale (Lausanne) (1991-1995), Professeur invité aux Universités du Québec à Montréal (UQAM) (1988, 1991, 1992), à l'Université Galatasaray d'Istanbul (2007) et à Halle Wittenberg (2013). Président du directoire de l'Institut Montana (1995-2000) (Zugerberg/Zoug). Professeur de sociologie à l'UCN depuis 2000.

## Recherches
Ses recherches se concentrent essentiellement sur la théorie du changement social, la sociologie relationnelle, la philosophie sociale allemande et la sociologie de l'argent. Après une thèse consacrée à la transformation des formes de l'échange comme facteur essentiel du changement social dans les sociétés humaines, il se consacre dès les années 1980 au phénomène de la dématérialisation de l'argent et à ses conséquences sociales et culturelles. Spécialiste de Georg Simmel et d'Alfred Sohn-Rethel, inspiré par Jean-Joseph Goux et Jean Baudrillard, il s'intéresse aussi à la transformation des formes de pensée et de saisie du réel par le processus de monétarisation qui,  avec la disparition progressive du substrat matériel de l'argent, prend un tour à la fois plus cognitif (corticalisation) et plus déterminant dans la synthèse des sociétés modernes après ce qu'il considère comme un seuil historique majeur que sont les années 1971-1973. Dans son récent ouvrage Hard Modernity (2018), il propose de considérer ce seuil comme la véritable Grande Transformation (Polanyi) entre une modernité « douce » — qui n'est qu'une phase transitoire entre tradition et modernité et qu'il appréhende avec le terme de « protomodernité » —  et une modernité « hard » où le capitalisme verse dans une phase irréversible où l'argent devient le médium généralisé de communication. 
Pour argumenter cette nouvelle Grande Transformation, il revient aux sources de la modernité. S'inspirant d'une remarque faite par Louis Dumont en 1977, il tente de comprendre la révolution moderne comme la modification d'une grammaire sociale (terme emprunté à Kenneth Burke) dominée par des liens d'endettement, par le médium du pouvoir et par l'échange marchand considéré comme un jeu à somme nulle, à une grammaire sociale déterminée par des liens d'émulation réciproque, le médium de savoir instrumental et par l'échange marchand considéré comme un jeu à somme positive (= le principe du win-win de la doxa libérale). Or, dans un monde de la rareté instituée, mis à part les biens symboliques (dont les biens relationnels), cette émulation se solde toujours par l'existence d'un tiers exclu qui fait les frais de l'enrichissement des acteurs échangistes. Le genèse et la dynamique extraordinaire du processus de la modernité repose donc sur une violence symbolique qui, plutôt que d'être neutralisée par le sacrifice d'un bouc émissaire, consiste à invisibiliser ce tiers (qu'il soit humain, collectif, naturel ou culturel). Acteur central de cette invisibilisation, l'argent, en se dématérialisant finit par instituer cette violence comme un nouvel état de nature où règnent les lois non écrites (et profondément anti-économiques) de celui-ci. 
Parallèlement à ces travaux visant une théorie relationnelle du changement social, Aldo Haesler rédige un compendium des savoirs monétaires en trois parties : I. Les penseurs de l'argent (3 tomes), II. Les sciences de l'argent (2 tomes) et III. La culture monétaire (1 tome) à paraître à partir de 2019 en langue allemande et anglaise.  

## Ouvrages
- (1983) - Tausch und gesellschaftliche Entwicklung. Zur Prüfung eines liberalen Topos', PhD St. Gallen (Dr. oec. HSG), 702 p., éditions Zellweger, Wil, 444 p.
- (1992) - Emmanuel Levinas : un essai de reconstruction, Cahier no 47 du Groupe d'études interdisciplinaires d'études sur la postmodernité, UQAM/Laval/McGill, 47 p.
- (1995) - Sociologie de l'argent et postmodernité, Genève & Paris, Droz, 372 p.
- (2005) - (sous la dir.) Niklas Luhmann et la pensée systémique, MANA 12/13, 450 p.
- (2011) - Das letzte Tabu. Ruchlose Gedanken aus der Privatsphäre des Geldes, Frauenfeld, Stuttgart, Vienne, Huber Verlag, 209 p. (2ème éd. 2013).
- (2018) - Hard Modernity. La perfection du capitalisme et ses limites, Paris, Matériologiques, 596 p.
- (2019) - Geldkulturen. Ein Kompendium, t. I, Zurich, Conzett Verlag, 153 p.
- (2019) - Bargeldabschaffung: am Wesentlichen vorbei, Zurich, Conzett Verlag, 33 p.
- (2019) - 400 Gelddenker (e-book), Zurich, MoneyMuseum.